# Castello di Bellagio
Il castello di Bellagio è un castello situato sul promontorio del comune di Bellagio di cui oggi rimangono solo alcune rovine nel parco di Villa Serbelloni. Fu per secoli luogo di avvistamento e di dogana in quanto la sua utilità come edificio difensivo è stata messa in discussione a causa della sua posizione facilmente prevaricabile.

## Storia

### Epoca Longobarda
Il castello secondo la maggior parte degli storici fu costruito dagli Insubri e poi ampliato dai Galli o dai Longobardi, più precisamente Francesco Ballarini ci dice: 

Mentre Anton Gioseffo: 
Ad ulteriore riprova di queste citazioni è bene ricordare la presenza di un muro di una ventina di metri a sud-ovest del castello che gli archeologi dicono essere di origine longobarda e anche le fondamenta di una grande torre a base quadrata attualmente inglobata nell'edificio.

### Epoca Medievale
Nel 934 il re dei Longobardi Lotario concesse al suo fedele ciambellano Gherardus de Castelli e alla sua discendenza il dominio sul territorio del castello di Menaggio e dell'aria circostante. Questi territori comprendevano anche il castello di Bellagio, come ci viene confermato nel 1295 quando Littardo de' Castelli vi si rifugiò dopo la fuga da Milano e ci dice:
Fu quindi probabilmente la famiglia de'  Castelli a edificare tra il 1080 e il 1100 le due chiese romaniche presenti lungo la cinta muraria del castello. La prima chiesa, quella più grande ed edificata sulla parte meridionale delle mura, dedicata a san Pietro presentava un alto campanile formato da due specchiature divise da una serie di archetti con lesena centrale, oggi parzialmente visibile nella facciata meridionale di Villa Serbelloni. La struttura dell'abside e la volta del presbiterio sono oggi incorporati nella struttura di alcune stanze all'interno della villa. La seconda chiesa, più piccola e dimessa, si trova invece nel maschio del castello, in cima al promontorio. I resti dell'abside ci lasciano immaginare la sua originaria struttura.

### Epoca Viscontea e Sforzesca
La città di Bellagio durante la Guerra dei dieci anni si schierò con Milano e ciò comportò numerosi attacchi alla città, i cui abitanti si rifugiavano nella fortezza del castello. In seguito all'alleanza con Federico Barbarossa, Como sconfisse Milano e ottenne quindi il controllo su Bellagio fino al 1292, quando Francesco Carcano espugnò la città e la riportò sotto il controllo di Milano. Nel 1295 il castello divenne possedimento ghibellino nelle mani della famiglia dei Visconti. Nel 1375, per editto di Gian Galeazzo Visconti, venne ordinata la demolizione delle strutture difensive e il divieto di ricostruirne in seguito sulla cima del promontorio, in quanto diventate luogo di rifugio per malfattori. Furono però risparmiate la struttura della chiesa principale e una torre a pianta quadrata situata a sud dalla fortificazione principale. Nell'anno seguente, su ordine del suddetto Visconti la cinta muraria del castello divenne proprietà privata protetta da particolari privilegi per un suo cappellano, Antonio di Lucino, come ci dice esplicitamente l'ordine del 13 maggio 1377:
I territori del castello rimasero sotto il controllo indiretto dei Visconti anche dopo il passaggio a Blasio Malacrida nel 1418; nel 1483 la proprietà, che ancora godeva dei privilegi elargiti dal Visconti, rimaneva ancora sotto il controllo della famiglia Malacrida che però si trovo costretta a dividere i terreni a causa della sopraggiunta povertà.
Nel 1486 Malacrida si trovò costretto a vendere definitivamente la proprietà alla persona di Daniele Birago, vescovo  di Mitilene, che ottennè di ricostruire o sistemare il castello sulla sommità del promontorio. Daniele Birago però non riuscì a compiere alcuna modifica prima della cessione dei terreni a Marchesino Stanga. 
Qui sotto riportata la descrizione dell'atto di vendita della proprietà dal Birago allo Stanga, di cui è data una precisa descrizione:

### L'epoca del Marchesino Stanga
Secondo i contemporanei dello Stanga, egli cominciò subito a edificare una "reggia" completamente slegata dalle attività agricole, non più sulla sommità del promontorio, bensì sul pendio meridionale dello stesso. Nel 1493 la villa ormai completata iniziò ad avere ospiti e Stanga ottenne incarichi politici e amministrativi di alto livello. Lo Stanga stesso fece costruire nuove mura intorno al borgo di Bellagio, che costeggiavano il fossato posto all'ingresso dei suoi terreni, per accedere al quale si utilizzava un ponte levatoio; costruì inoltre un portale di ingresso che conduceva al porto. La costruzione di questo gran numero di opere difensive è dovuta al suo desiderio di ospitare personalità di spicco, che dovevano essere protette all'interno della sua villa. Ludovico il Moro e Beatrice d'Este probabilmente soggiornarono nella villa durante il viaggio per un incontro con l'imperatore Massimiliano I d'Asburgo, e nel 1496 lo stesso Massimiliano si trattenne alla villa per 3 giorni.
Nel 1500 lo Stanga morì e la sua villa venne data alle fiamme dai briganti e quindi lasciata in malora. Nel 1530 nell'ambito della lotta tra Spagna e Francia per il controllo del lago vi fu un attacco a quel che rimaneva delle fortificazioni sul promontorio.

### L'acquisizione degli Sfondrati
Nel 1539 Francesco Sfondrati, un ambasciatore dell'imperatore Carlo V d'Asburgo, comprò la villa in seguito all'autorizzazione del Duca di Milano di riedificare la proprietà senza alcun vincolo. Il decreto ci offre anche una breve argomentazione dell'utilità militare del promontorio in quell'epoca: 
Sfondrati fece edificare la sua villa sulle rovine di quella dello Stanga e non sul promontorio. Una descrizione della sua opera e delle fortificazioni che sono presenti all'epoca sulla sommità del promontorio ci viene offerta da Tommaso Porcacchi, a seguito di una visita nel 1567:
Ercole Sfondrati nel 1620 circa restaurò la torre sul promontorio per poter ottenere una piattaforma per i pezzi di artiglieria; stessa è la funzione del maschio ristrutturato dall'omonimo nipote di Ercole Sfondrati per avere una protezione della proprietà durante i combattimenti tra Francia e Spagna nel XVII secolo.